# Monarhie electivă
O monarhie electivă este o monarhie condusă de un monarh ales, spre deosebire de o monarhie ereditară în care funcția este transmisă automat ca moștenire familială. Modul de alegere, natura calificărilor candidaților și alegătorii variază de la caz la caz. Din punct de vedere istoric, nu era neobișnuit ca monarhiile elective să se transforme în ereditare în timp, sau ca cele ereditare să dobândească cel puțin ocazional aspecte elective.